# Kinopanorama
Kinopanorama – jeden z systemów filmu panoramicznego, polegający na projekcji z trzech taśm filmowych jednocześnie, opracowany w latach 1956–1957 w radzieckim Instytucie Badań nad Kinem i Fotografią (NIKFI). Głównym autorem prototypu był Jewsiej Michajłowicz Gołdowskij (1903 – 1971).